# Nenagh
Nenagh (in irlandese An tAonach) è una città della repubblica d'Irlanda, capoluogo della contea di Tipperary.
È situata sull'omonimo fiume a 9 km dal Lough Derg. Originariamente chiamata An tAonachm (in Inglese Ormonde, ovvero East Munster) essa diviene presto una "market town": vengono così chiamati i paesini di campagna dove si tengono i mercati rurali e verso i quali convergono i contadini di ampie aree agricole. Nenagh è una cittadina vivace e colorata che nelle proprie scuole, uffici ed aziende (e nei pub durante i fine settimana) accoglie gli abitanti della vasta campagna circostante. Da Nenagh passano la linea ferroviaria e la strada nazionale (deviata dal centro grazie ad una tangenziale realizzata nel 2002) che collegano Dublino a Limerick. Oltre alla centrale del latte e alla "meat factory", Nenagh è sede di uno degli stabilimenti industriali della Procter & Gamble più grandi in Europa. Tuttavia voci sempre più insistenti (2007) ne accreditano la futura chiusura e lo spostamento nell'est europeo.
Tra le attrattive turistiche ci sono la Cattedrale di Santa Maria, il Nenagh Castle (costruito dai Fitzwalter nel XIII secolo), la Courthouse e le vie centrali per i loro negozi e ristoranti.
A pochi minuti da Nenagh si trovano località turistiche come:
- Dromineer, paesino di pescatori che si affaccia sul lago Dergh (che altro non è che un allargamento del fiume Shannon);
- Capparoe, caratteristico paesino rurale;
- Garrykennedy, provvisto di un piccolo porto sul lago.

Lo sport più seguito, come in gran parte del Munster è l'hurling, seguito dal calcio gaelico e dal rugby.

## Amministrazione

### Gemellaggi
- Tonnerre